# Овенс, Юрген
Юрген Овенс (нем. Jürgen Ovens; 1623, Тённинг – 9 декабря 1678, Фридрихштадт), также известен как Георг или Юриан Овенс, — голландский художник-портретист из Северной Фрисландии, ученик Рембрандта. Известен как автор произведений в ратуше Амстердама и картин, написанных для герцога Гольштейн-Готторпского, для которого он работал более тридцати лет, в том числе и как арт-дилер.

## Жизнь
Юрген Овенс был сыном фризского фермера и олдермена Ове Бродерса и Агнеты Овенс (Бродерс). Он родился в городе Тённинг в немецкой земле Шлезвиг-Гольштейн, которая входит в состав района Северная Фрисландия и формально считается голландским леном, и его часто причисляют к немецким живописцам.
С 1640 Овенс работал вместе с Говертом Флинком у торговца произведениями искусства Хендрика ван Эйленбурга в Амстердаме на улице нидерл. Sint Antoniesbreestraat. Это знаменитая улица. В XVII веке она была популярна среди художников; с 1631 по 1635 год в этом же доме жил Рембрандт, который потом женился на родственнице Эйленбурга Саскии.
Предположительно, между 1643 и 1649 Овенс отправился в путешествие по Италии, но этому нет достоверных подтверждений.
До 1651 года он прожил в Амстердаме, а затем, в мае 1651 года, вернулся в Шлезвиг-Гольштейн, по приглашению герцога Фридриха III. В 1652 году он женился на Марии Йенс Мартенс, дочери богатого олдермена Тённинга. Его тесть дал за дочерью приданое в 60 000 талеров, но потребовал, чтобы молодожёны поселились неподалёку. Так Овенс стал жить в городе Фридрихштадт.

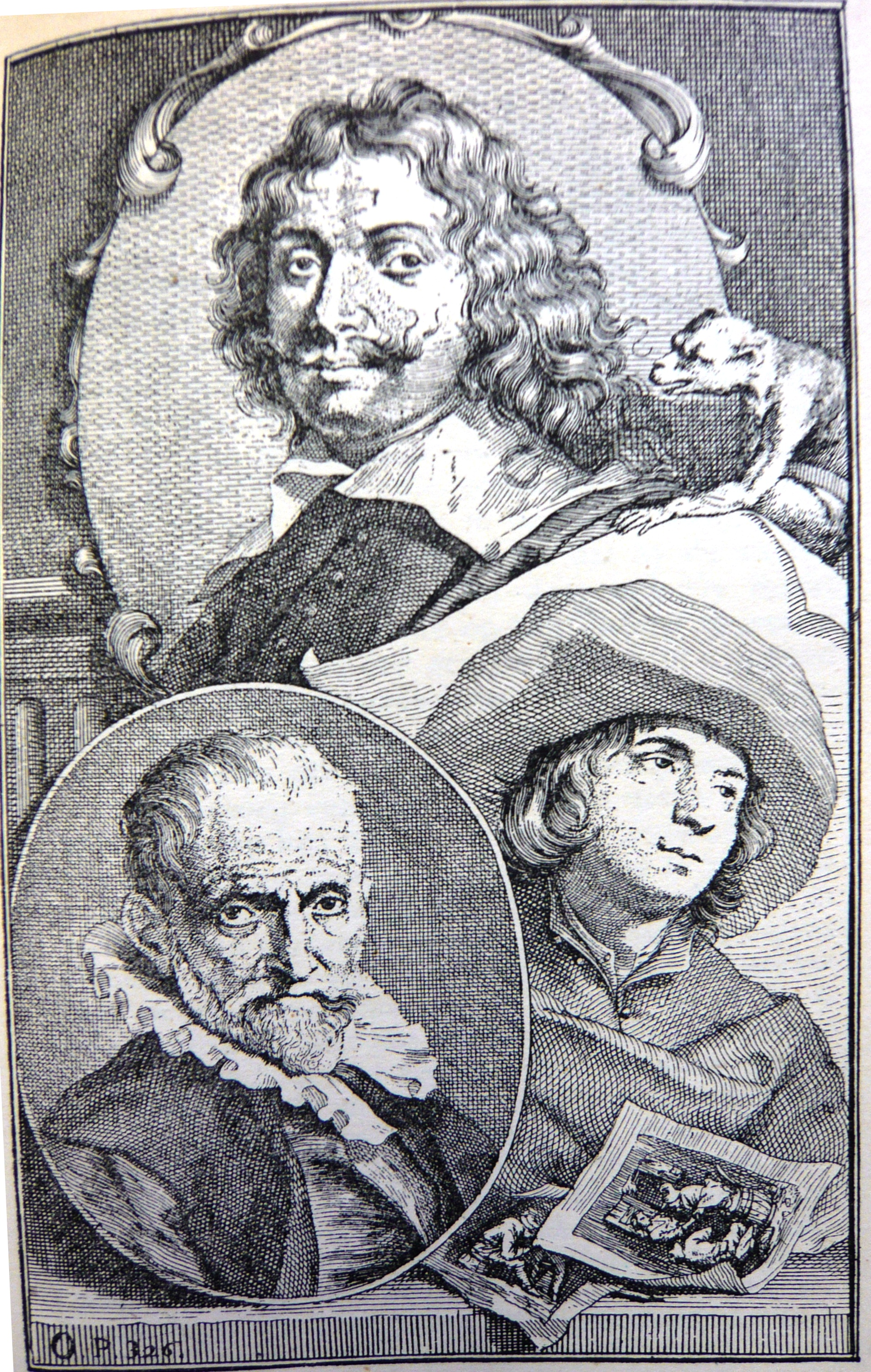
Адриан Брауэр, Юрген Овенс и Корнелис Бега. Иллюстрация из книги «Arnold Houbraken’s» (1718)

В 1654 году Овенс провёл несколько недель в Стокгольме, чтобы нарисовать бракосочетание шведского короля Карла X Густава и Хедвиг Элеонора Гольштейн-Готторпской. В 1657 году он уехал в Амстердам из-за того, что началась война между Швецией и Данией. Карл X Густав решил напасть на Данию именно через Шлезвиг-Гольштейн. В Амстердаме Овенс работал вместе с Говертом Флинком. Он стал гражданином Амстердама, чтобы устроиться на работу, так как правила гильдии были очень строгими. Овенс был высоко оценён за свои успехи в портретной живописи. Дважды он рисовал доктора Николаса Тульпа, его детей — Маргариту Тульп и Дирка Тульпа, а также его жену Анну Бург.
Он также написал портреты родителей Годара Гинкеля, 1-го графа Атлон, чешского педагога-гуманиста Яна Амоса Коменского, голландского адмирала Мартина Тромпа, короля Карла Второго, лидера пуритан полковника Джона Хатчинсона из Ноттингема.
Также кисти Овенса принадлежит портрет немецкого путешественника Адама Олеария; трижды художник писал королеву Швеции Кристину, королеву Дании Софию-Амалию Брауншвейг-Люнебургскую, живописца Якоба Баккера, Люсию Вийбрантс, голландского путешественника и торговца, седьмого генерал-губернатора Голландской Ост-Индии Жака Спекса, голландского анатома Дирка Керкринга и глазного врача, алхимика и шарлатана Джузеппе Франческо Борри.
Овенс жил в доме в амстердамском районе Йордан, в большой студии под крышей. Он сдавал в аренду подвал дома, так же, как это делал до него Говерт Флинк, который умер за год до этого. Геррит ван Эйленбург, старший сын Хендрика ван Эйленбурга, кузена Саскии, жены Рембрандта, купил дом по соседству, также принадлежавший Говерту Флинку.
Йоханнес Лингельбах был близким другом Овенса и стал крёстным отцом его детей при их крещении в Лютеранской церкви. В 1661 Овенса попросили закончить картину, начатую Говертом Флинком для Ратуши в Амстердаме. За работу Овенсу заплатили 48 гульденов. Она была завершена им в 1662 и заменила отвергнутую мэрией картину Рембрандта «Заговор Юлия Цивилиса». Оплата была очень малой по сравнению с другими художниками, но всё равно считалась хорошей в те дни.
Овенс вернулся во Фридрихштадт по поручению Кристиана Альбрехта, герцога Гольштейн-Готторпского, сына Фредерика III, герцога Гольштейн-Готторпского, как один из самых богатых жителей. С 1674 по 1675 он жил снова в Голландии, где написал портреты адмирала Рюйтера и бургомистра Амстердама Йохана Хёйдекупера.
После возвращения в Шлезвиг-Гольштейн он написал алтарный образ Святого Христофора в церкви Фридрихштадта, запечатлев себя в верхней части справа. Его могила находится также в этой церкви.

## Работы

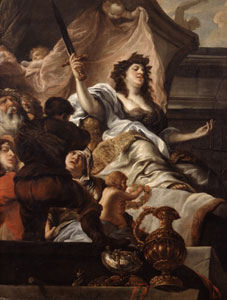
Юрген Овенс Юстиция, 1663—1665, Музей Фленсбург. Овенс изобразил себя слева.

Наиболее известной работой Овенса является Голубая Мадонна в Шлезвигском соборе. Автопортрет художника можно увидеть в Кирхе Лаврентия в Тённинге. Ещё работы Овенса можно найти в коллекциях Музея земли Шлезвиг-Гольштейн во дворце Готторп. Он написал 45 полотен для дворца Амалиенбург в Готторпе. Граф Арундел (или его бабушка Алисия Говард?), владели семнадцатью картинами Овенса, принадлежащими к собранию из 78 картин, которые были проданы 26 сентября 1684 в Амстердаме. По словам биографа Шмидта, в картинах Овенса нет ничего немецкого, всё принадлежит к голландской школе живописи.

## Галерея

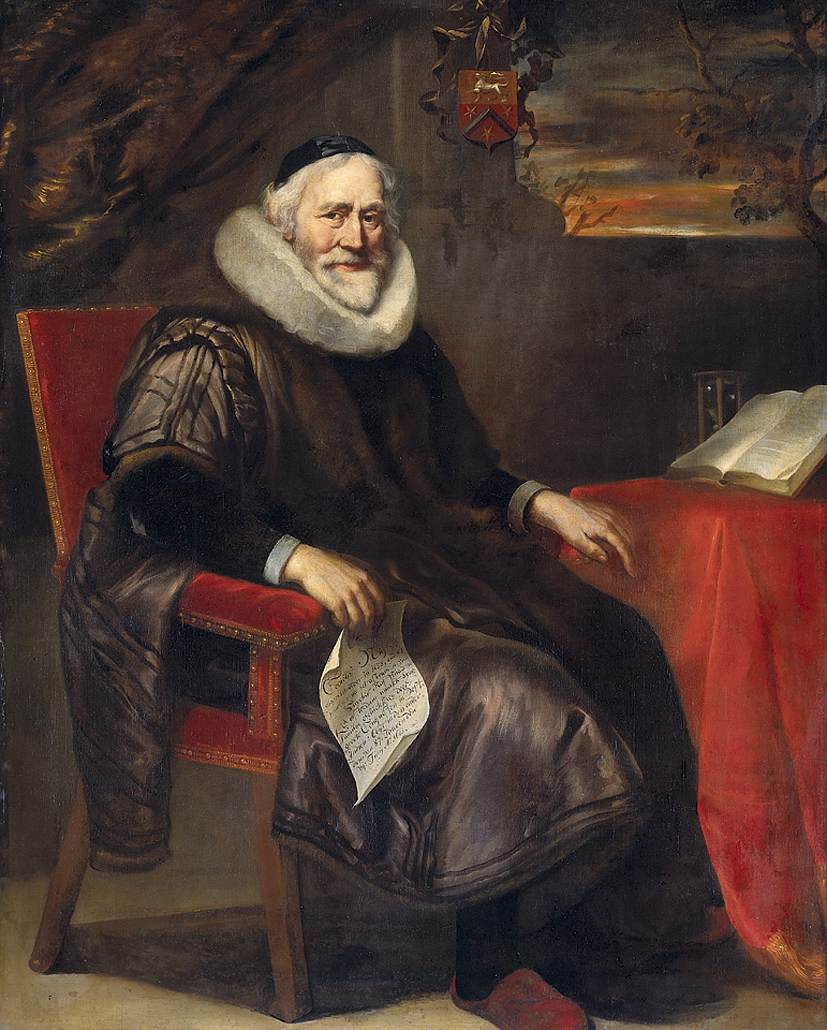
Портрет Корнелиса ван Нёйтса (1574-1661), амстердамского купца. 1658. Масло, холст. 163 × 128 см. Амстердам, Государственный музей.
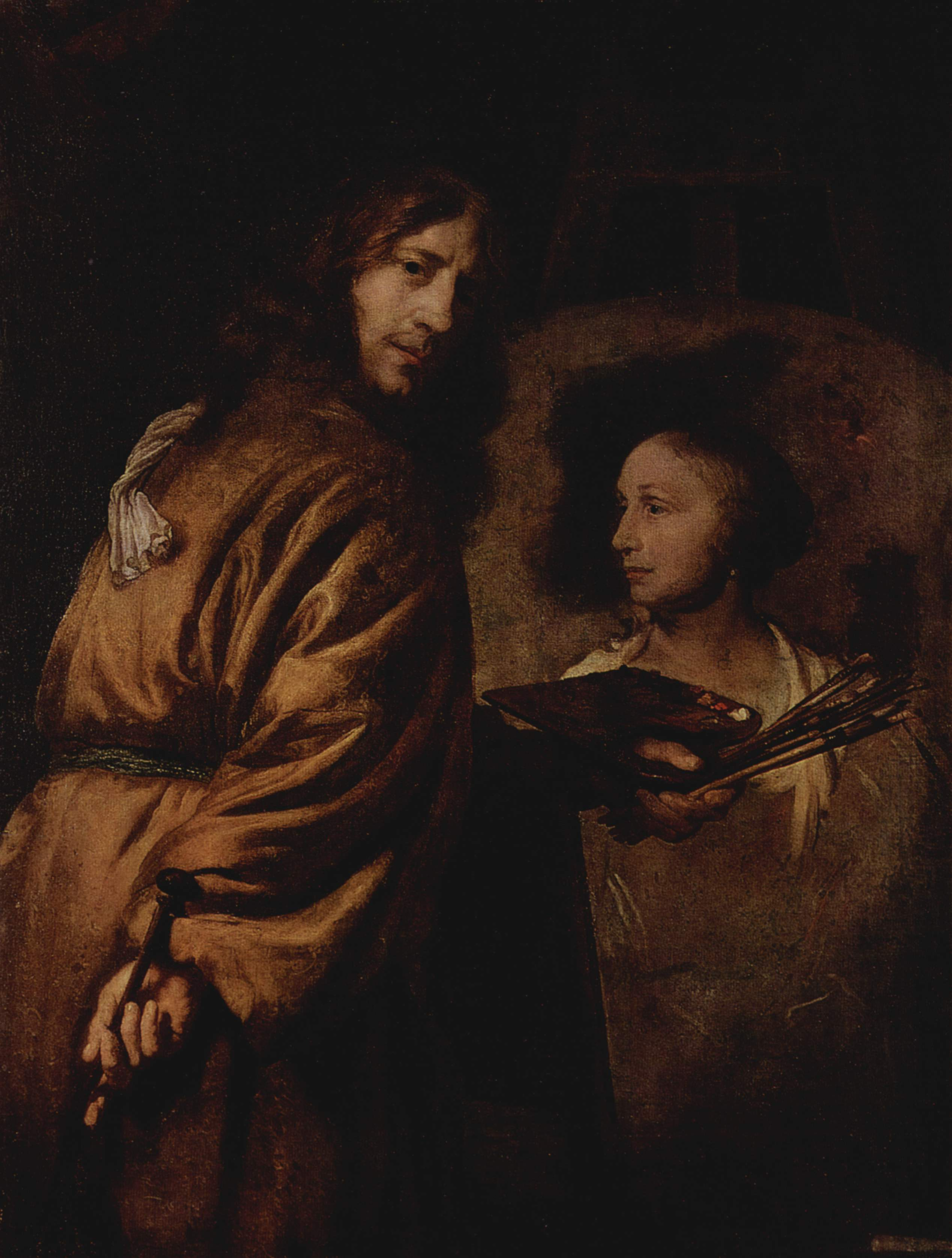
Автопортрет, 1670-1675. Масло, холст. 125 × 95 см. Санкт-Петербург, Эрмитаж.